# Wayamboweg
Wayamboweg – miasto w dystrykcie Saramacca, w Surinamie. Według danych na rok 2012 miasto zamieszkiwało 1560 osób, a gęstość zaludnienia wyniosła 1,789 os./km².

## Demografia
Ludność historyczna:
| Rok                           | 2004   | 2012   |
| ----------------------------- | ------ | ------ |
| Ludność                       | 1582   | 1560   |
| Gęstość zaludnienia os./km²   | 1,814  | 1,789  |
| Roczna zmiana liczby ludności | -0,17% | -0,17% |

## Klimat
Klimat jest tropikalny. Średnia temperatura wynosi 23°C. Najcieplejszym miesiącem jest październik (24°C), a najzimniejszym miesiącem jest luty (21°C). Średnie opady wynoszą 2492 milimetrów rocznie. Najbardziej wilgotnym miesiącem jest maj (404 milimetrów), a najbardziej suchym miesiącem jest wrzesień (86 milimetrów).